# Eleição municipal do Rio de Janeiro em 2004
A Eleição municipal da cidade brasileira do Rio de Janeiro de 2004 ocorreu no dia 3 de outubro de daquele ano para eleger o prefeito e o vice-prefeito, além de 51 vereadores para a Câmara Municipal da cidade.
A campanha eleitoral contou com a participação de 10 concorrentes ao principal cargo majoritário da cidade. O prefeito em exercício César Maia, candidato pelo PFL, foi reeleito em primeiro turno, recebendo 50,11% dos votos válidos, sendo seguido pelo então senador Marcelo Crivella, do Partido Liberal, que obteve 21,83%, e do ex-prefeito e então vice-governador Luiz Paulo Conde, do PMDB, com 11,18% dos votos. A deputada federal Jandira Feghali, do PCdoB terminou na quarta colocação, tendo 6,90% dos votos válidos. Foi a terceira vitória de Maia para o cargo executivo municipal, tornando-se o ocupante mais longevo.
A chapa vencedora tomou posse na Prefeitura do Rio em 1° de janeiro de 2005 para um mandato de quatro anos.

## Candidatos a prefeito
| Cor | Nº | Candidato(a) a prefeito | Candidato(a) a prefeito                                  | Candidato(a) a vice-prefeito | Candidato(a) a vice-prefeito                       | Coligação |
| --- | -- | ----------------------- | -------------------------------------------------------- | ---------------------------- | -------------------------------------------------- | --- |
|     | 12 |                         | Nilo Batista (PDT) Nilo Batista                          |                              | Cidinha Campos (PDT) Maria Aparecida Campos Straus | Sem coligação - Partido Democrático Trabalhista (PDT) |
|     | 13 |                         | Jorge Bittar (PT) Jorge Ricardo Bittar                   |                              | Martha Rocha (PSB) Martha Mesquita da Rocha        | Unidos Para Mudar o Rio - Partido dos Trabalhadores (PT) - Partido Socialista Brasileiro (PSB) - Partido Trabalhista Brasileiro (PTB) |
|     | 15 |                         | Luiz Paulo Conde (PMDB) Luiz Paulo Fernandez Conde       |                              | Manoel Ferreira (PP) Manoel Ferreira               | Frente Popular - Partido do Movimento Democrático Brasileiro (PMDB) - Partido Progressista (PP) - Partido Social Cristão (PSC) - Partido Humanista da Solidariedade (PHS) - Partido da Mobilização Nacional (PMN) - Partido Trabalhista Cristão (PTC)                                             |
|     | 16 |                         | Octacílio Ramalho (PSTU) Otacílio Pereira Ramalho        |                              | Edna Felix (PSTU) Edna Oliveira Felix              | Sem coligação - Partido Socialista dos Trabalhadores Unificado (PSTU) |
|     | 22 |                         | Marcelo Crivela (PL) Marcelo Bezerra Crivella            |                              | Káthia Koslowski (PSL) Káthia Mattos Koslowski     | Todos Pela Paz - Partido Liberal (PL) - Partido Social Liberal (PSL) - Partido Republicano Progressista (PRP) |
|     | 23 |                         | André Corrêa (PPS) André Gustavo Pereira Corrêa da Silva |                              | Roberto Percinoto (PPS) Roberto Percinoto          | Paz e emprego - Partido Popular Socialista (PPS) - Partido dos Aposentados da Nação (PAN) |
|     | 25 |                         | César Maia (PFL) César Epitácio Maia                     |                              | Otavio Leite (PSDB) Otávio Santos Silva Leite      | Feito pro Rio - Partido da Frente Liberal (PFL) - Partido da Social Democracia Brasileira (PSDB) - Partido da Social Democrata Cristão (PSDC) - Partido Renovador Trabalhista Brasileiro (PRTB) - Partido Trabalhista Nacional (PTN) - Partido Verde (PV) - Partido Trabalhista do Brasil (PTdoB) |
|     | 29 |                         | Thelma Maria (PCO) Thelma Maria da Silva Bastos          |                              | Angélica Veloso (PCO) Angélica Rodrigues Veloso    | Sem coligação - Partido da Causa Operária (PCO) |
|     | 56 |                         | Lenine Madeira (PRONA) Lenine Madeira de Souza           |                              | Derli Minguta (PRONA) Derli Azevedo Minguta        | Sem coligação - Partido de Reedificação da Ordem Nacional (PRONA) |
|     | 65 |                         | Jandira Feghali (PCdoB) Jandira Feghali                  |                              | Gutman (PCB) Luís Fernando de Oliveira Gutman      | Rio do Bem - Partido Comunista do Brasil (PCdoB) - Partido Comunista Brasileiro (PCB) |

## Resultados
| 1º Turno 3 de outubro de 2004 | 1º Turno 3 de outubro de 2004 | 1º Turno 3 de outubro de 2004 | 1º Turno 3 de outubro de 2004 |
| Candidato(a)                  | Vice                          | Votação                       | Votação                       |
| Candidato(a)                  | Vice                          | Total                         | Porcentagem                   |
| ----------------------------- | ----------------------------- | ----------------------------- | ----------------------------- |
| César Maia (PFL)              | Otavio Leite (PSDB)           | 1.728.853                     | 50,11%                        |
| Marcelo Crivella (PL)         | Káthia Koslowski (PSL)        | 753.189                       | 21,83%                        |
| Luiz Paulo Conde (PMDB)       | Manoel Ferreira (PP)          | 385.848                       | 11,18%                        |
| Jandira Feghali (PCdoB)       | Luís Fernando Gutman (PCB)    | 238.098                       | 6,90%                         |
| Jorge Bittar (PT)             | Martha Rocha (PSB)            | 217.753                       | 6,31%                         |
| Nilo Batista (PDT)            | Cidinha Campos (PDT)          | 47.747                        | 1,39%                         |
| Lenine Madeira (PRONA)        | Derli Minguta (PRONA)         | 41.397                        | 1,20%                         |
| André Corrêa (PPS)            | Roberto Percinoto (PPS)       | 26.567                        | 0,77%                         |
| Otacílio Ramalho (PSTU)       | Edna Felix (PSTU)             | 7.968                         | 0,23%                         |
| Thelma Maria (PCO)            | Angélica Veloso (PCO)         | 2.767                         | 0,08%                         |
| Total de votos válidos        | Total de votos válidos        | 3.450.187                     | 100,00%                       |
| Votos apurados                |                               |                               |                               |
| Votos válidos                 | Votos válidos                 | 3.450.187                     | 92,91%                        |
| Votos em branco               | Votos em branco               | 80.505                        | 2,17%                         |
| Votos nulos                   | Votos nulos                   | 182.574                       | 4,92%                         |
| Total de votos apurados       | Total de votos apurados       | 3.713.266                     | 100,00%                       |
| Eleitores                     |                               |                               |                               |
| Comparecimento                | Comparecimento                | 3.713.266                     | 84,12%                        |
| Abstenções                    | Abstenções                    | 700.824                       | 15,88%                        |
| Total de eleitores            | Total de eleitores            | 4.414.090                     | 100,00%                       |

## Eleitorado
| Urnas Apuradas | 10.236 (100%)      |
| Votos Apurados | 3.713.265 (84,12%) |
| Votos Válidos  | 3.393.254 (91,38%) |
| Votos brancos  | 144.439 (3,89%)    |
| Votos nulos    | 175.752 (4,73%)    |
| Abstenções     | 700.825 (15,88%)   |

| Partido | Número | Candidato                                | % dos Votos | Coligação     |
| ------- | ------ | ---------------------------------------- | ----------- | ------------- |
| PTB     | 14.500 | José Renato Cardoso Moura                | 0,425       | PT/PTB        |
| PMDB    | 15.688 | Sebastião Lopes Ferraz                   | 0,708       | PMDB/PMN      |
| PFL     | 25.622 | Carlo Ferreira de Caiado Castro          | 0,701       | —             |
| PDT     | 12.345 | Carlos Daudt Brizola                     | 0,713       | —             |
| PP      | 11.111 | Dionisio de Souza Lins                   | 1,084       | PT/PTB        |
| PFL     | 25.123 | Alexandre Batista Cerruti                | 1,130       | —             |
| PFL     | 25.100 | Josinaldo Francisco da Cruz              | 1,025       | —             |
| PTB     | 14.120 | Carlos Nantes Bolsonaro                  | 0,659       | PT/PTB        |
| PFL     | 25.654 | Paulo Roberto Cerri Costa                | 0,689       | —             |
| PMDB    | 15.643 | Argemiro Cavalcante Pimentel             | 0,644       | PMDB/PMN      |
| PT      | 13.601 | Edson Santos de Souza                    | 1,314       | PT/PTB        |
| PT      | 13.601 | Eliomar de Souza Coelho                  | 0,539       | PT/PTB        |
| PFL     | 25.678 | Ivan Moreira dos Santos                  | 0,939       | —             |
| PSC     | 20.126 | Jairo Souza Santos Junior                | 0,706       | PSC/PTC       |
| PMDB    | 15.670 | Jerônimo Guimarães Filho                 | 0,984       | PMDB/PMN      |
| PFL     | 25.500 | Leila do Flamengo Maria Maywald          | 0,736       | —             |
| PL      | 22.222 | Liliam Sá de Paula                       | 0,716       | PL/PRP        |
| PSDB    | 45.620 | Lucia Helena Pinto de Barros             | 1,977       | —             |
| PFL     | 25.645 | Maria Teresa Bergher                     | 0,865       | —             |
| PPS     | 23.123 | Stepan Nercessian                        | 0,785       | PPS/PAN       |
| PRONA   | 56.500 | Suely Santana da Silva                   | 0,201       | —             |
| PC do B | 65.123 | Fernando Paulo Figueiredo Buarque Gusmão | 1,074       | PC do B/PCB   |
| PRTB    | 28.101 | João Carlos Cabral de Rezende            | 0,579       | PSDC/PRTB/PV  |
| PMDB    | 15.101 | Chiquinho Brazão                         | 0,846       | PMDB/PMN      |
| PSDB    | 45.001 | Luiz Antônio Chrispim Guaraná            | 0,619       | —             |
| PSDB    | 45.601 | Luiz Carlos Ramos                        | 0,710       | —             |
| PMDB    | 15.001 | Verônica Chaves de Carvalho Costa        | 0,868       | PMDB/PMN      |
| PFL     | 25.625 | Rosa Maria Orlando Fernandes da Silva    | 2,945       | —             |
| PT do B | 70.105 | Jorge João Silva                         | 0,701       | PT do B/PTN   |
| PT      | 13.444 | Jorge Luis Hauat                         | 0,723       | PT/PTB        |
| PRTB    | 28 650 | Jorge Mauro dos Santos Silva             | 0,577       | PSDC/PRTB/PV  |
| PFL     | 25.800 | Jorge Miguel Felippe                     | 0,736       | —             |
| PT do B | 70.633 | Jorge Pereira de Souza                   | 1,311       | PT do B/PTN   |
| PFL     | 25.111 | Antônio Pedro de Siqueira Índio da Costa | 1,732       | —             |
| PFL     | 25.369 | Marcelino Antônio D'Almeida              | 0,992       | —             |
| PL      | 22.021 | Marcia Santos de Alencar Teixeira        | 0,302       | PL/PRP        |
| PSC     | 20.010 | Marcio Henrique Cruz Pacheco             | 0,487       | PSC/PTC       |
| PFL     | 25.007 | Patricia Amorim Sihman                   | 0,679       | —             |
| PDT     | 12.605 | Sami Jorge Haddad Abdulmacih             | 0,514       | —             |
| PL      | 22.111 | Adilson Soares                           | 0,454       | PL/PRP        |
| PPS     | 23.369 | Adelino Simões e Souza                   | 0,332       | PPS/PAN       |
| PP      | 11.044 | Carlos Eduardo de Mattos                 | 0,312       | PP/PHS        |
| PV      | 43.001 | Aspásia Brasileiro Alcântara de Camargo  | 0,451       | PSDC /PRTB/PV |
| PMDB    | 15.500 | Theófilo Guedes Francisco da Silva       | 0,644       | PMDB/PMN      |
| PSC     | 20.603 | Rubens Antonio Andrade Costa             | 0,370       | PSC/PTC       |
| PFL     | 25.222 | Luiz Humberto Côrtes Barros              | 0,608       | —             |
| PFL     | 25.640 | Manoel Aloisio Freitas                   | 0,609       | —             |
| PSDB    | 45.123 | Andréa de Lima Gouvêa Vieira             | 0,525       | —             |
| PTB     | 14.123 | Cristiane Brasil Francisco               | 0,392       | PT/PTB        |
| PDT     | 12.787 | Nereide Ferreira Pedregal                | 0,456       | —             |